# Ђера Ларио
Ђера Ларио (итал. Gera Lario) је насеље у Италији у округу Комо, региону Ломбардија.
Према процени из 2011. у насељу је живело 667 становника. Насеље се налази на надморској висини од 224 м.

## Становништво
| 1936. | 1951. | 1961. | 1971. | 1981. | 1991. | 2001. | 2011. |
| ----- | ----- | ----- | ----- | ----- | ----- | ----- | ----- |
| 713   | 773   | 854   | 919   | 943   | 926   | 882   | 1.016 |